# Mohamed Cherif Benkeddache
Mohamed Cherif Benkeddache, né le 12 janvier 1912 à Michelet (actuellement Aïn El Hammam) et mort le 16 janvier 1962 à Alger, est un homme politique français.
Il est élu député le 2 juin lors des élections constituantes françaises de 1946 mais se présente pas quelques mois plus tard aux élections législatives françaises de 1946.

## Mandats
- Député d'Alger (1946)[1].